# 16" de Peteribí
"16'' de Peteribí" es una canción compuesta por los músicos argentinos Luis Alberto Spinetta, Carlos Cutaia y Black Amaya e interpretada por la banda Pescado Rabioso, y que está incluida en el álbum doble de 1973 Pescado 2, segundo álbum de la banda, ubicado en la posición n.º 19 de la lista de los 100 mejores discos del rock argentino por la revista Rolling Stone. Se trata, en realidad de un fragmento de 16 segundos del tema "Amame peteribí" colocado al comienzo del segundo disco, para preservar la continuidad artística, cuando las obras musicales se grababan en discos de vinilo.
Para grabar este tema, Pescado Rabioso formó con la formación clásica: Luis Alberto Spinetta en guitarra eléctrica; David Lebón en el bajo; Carlos Cutaia en órgano Hammond; Black Amaya estuvo a cargo de la batería; cantan Spinetta y Lebón.

## La canción
"16'' de Peteribí" es el décimo track (Disco 2, Lado A, track 10) del álbum doble Pescado 2, el primer tema del segundo disco. Dura apenas 18 segundos. La razón del tema tiene que ver con la época que había discos de vinilo y necesitaban cambiarse o darlos vuelta. Para tratar de mantener la continuidad de la obra, Spinetta coloca estos 16 segundos del último tema del disco anterior, para recuperar el clima.
El cuadernillo del álbum explica que ambos discos están unidos íntimamemte y que al cambiar un disco por el otro, había que concentrar la vista en un punto imaginario ubicado en el centro del libro.

Cuando estés sacando uno de los discos para poner el otro, proponele a un amigo que esté cerca, que mire al centro del cuadernillo. Este punto imaginado que vea será el punto en el que Pescado Rabioso comenzó a edificar esta selección musical. Finalmente, creo que ese es el punto al que tenemos que llegar, desnudos de liberación, en el espacio. Cualesquiera sean los atributos de ese punto.

Punto: Centro de la energía emanadora de las fuentes esenciales
Cuadernillo de Pescado 2

Spinetta había pensado el álbum como una continuidad musical. Por eso los temas están numerados del uno al dieciocho, a la vez que el disco 1 terminaba con el tema "Peteribí" y el disco 2 empezaba con "16'' de Peteribí", una reproducción de 16 segundos del último tema que se escuchaba al finalizar el primer disco, para poder recuperar el sonido al momento del cambio. Por eso también el cuadernillo proponía al oyente no desconectarse sensorialmente al dar vuelta el disco, en tiempos que la música se registraba en placas de vinilo.
La incorporación del CD musical en la década de 1980, permitió que la obra fuera escuchada como un todo sin interrupciones, haciendo realidad lo que deseaba Spinetta en la década de 1970.